# عقد 1780
عقد 1780 هو عقد امتد بين 1 يناير 1780 و31 ديسمبر 1789 بحسب التقويم الميلادي. سبقه عقد 1770 ولحقه عقد 1790.

## أحداث
- معركة كاوبينز (1781)
- معاهدة باريس (1783)
- النيزك الكبير 1783 (1783)
- مجزرة سونغ (1781)
- شغب غوردون (1780)

## مواليد
- كارل فون كلاوزفيتز (1780)
- هينريتش ليختنشتاين (1780)
- خوسيه خواكين دي أولميدو (1780)
- هنري بالدوين (1780)
- هنري سولت (1780)
- جورج إيفانز (1780)

## وفيات
- جون أندريه (1780)
- كوندياك (1780)
- ماريا تيريزا (1780)
- بيرناردو بيلوتو (1780)

## كتب
- Yves Denis Papin (1998). Chronologie de l'histoire ancienne. Lieu de publication non identifié: Éditions Jean-paul Gisserot. ISBN:2-87747-346-5. OCLC:40746926. مؤرشف من الأصل في 2022-03-16.
- موسوعة حضارة العالم (2002) لأحمد محمد عوف.

## روابط خارجية
- تصفح سنة بسنة عقد 1780 على موقع onthisday.com
- تصفح سنة بسنة عقد 1780 ابتداءً من سنة عقد 1780 على موقع المكتبة الوطنية الفرنسية